# W. V. D. Hodge
Sir William Vallance Douglas Hodge FRS FRSE (født 17. juni 1903, død 7. juli 1975) var en britisk matematiker og geometer.
Hans opdagelse af vidtgående topologiske relationer mellem algebraisk geometri og differentialgeometri - et område der nu kaldes Hodgeteori og vedrører Kählermangfoldighed - der har haft stor indflydelse på efterfølgende arbejde inden for geometri.